# Chydaeus baoshanensis
Chydaeus baoshanensis is een keversoort uit de familie van de loopkevers (Carabidae). De wetenschappelijke naam van de soort is voor het eerst geldig gepubliceerd in 2012 door Kataev, Liang & Kavanaugh.